# 안영률
안영률(安泳律, 1957년 ~)은 제7대 서울서부지방법원장을 역임한 법조인이다.

## 생애
1957년 인천광역시에서 태어나 경기고등학교와 서울대학교 법학과를 졸업한 안영률은 제21회 사법시험에서 합격해 사법연수원과 군 법무관을 거쳐 서울지방법원 남부지원 판사에 임용되었다. 이후 광주지방법원 목포지원, 광주고등법원, 서울고등법원 판사에 재직하다가 대법원 재판연구관을 거쳐 창원지방법원 부장판사에 임명되었으며 수원지방법원, 서울지방법원, 부산고등법원, 서울고등법원에서 부장판사로서 재판장을 하다가 2010년 2월에 법원장으로 승진하여 광주지방법원과 서울서부지방법원에서 법원장을 역임하다 2012년 2월에 법관 생활을 마치면서 변호사 개업했다.
1997년 창원지방법원에서 재직할 때 경상남도 언론중재부장을 역임하였고, 1999년 서울지방법원 남부지원 수석부장판사를 할 때도 언론관계 사건을 맡았다. 2000년 서울중앙지방법원 언론전담재판부 재판장을 하면서 언론판례에 관한 논문을 발표했고, 서울고등법원에서 재직할 때 언론법 커뮤니티의 제3대 회장을 맡았다.
부산고등법원 제1형사부 재판장으로 재직하던 2004년 12월 30일에 국가보안법 위반(이적단체 가입과 이적표현물 소지 및 배포) 혐의로 기소돼 1심에서 징역 3년을 선고받은 제7기 한총련 조국통일위원장인 이동진(28)에 대해 "국가보안법 개폐논의가 국회에서 진행중인 상황에서 관련자에 대해 선고를 하는 것은 적절하지 않다"며 항소심 선고를 연기했다. 이와관련하여 경상남도 진주시에서 버스를 타고 법정을 찾은 피고인의 가족과 동료 등 30여명은 "재판연기 사실을 법원측으로부터 사전에 통보받지 못했다"며 항의했다.

## 주요 판결
- 서울지방법원 남부지원 형사3부 재판장으로 재직하던 2000년 2월 11일에 금연초의 항니코틴제를 무허가로 제조, 판매한 혐의로 불구속기소된 제조업자 윤모씨와 이 제품 총판권자인 유모씨에게 약사법, 보건범죄 단속법 위반죄를 적용해 징역 3년  벌금 3억5천만원 집행유예 5년과 징역 2년 벌금 2억원 집행유예 3년을 각각 선고했다.[3]
- 서울지방법원 민사합의25붖 재판장으로 재직하던 2000년 8월 10일에 노태우 전 대통령이 정태수 한보그룹 전 회장에게 돈을 빌려주는 과정에서 보증을 선 한보철강공업을 상대로 국가가 낸 8백억여원의 정리채권확정 청구소송에서 원고패소 판결했다.[4] 8월 23일에 "김훈 중위를 살해한 범인으로 보도되어 명예를 훼손당했다"며 가족들이 언론사와 취재기자 18명을 상대로 5억원의 손해배상 청구소송에서 "SBS 8750만원, 경향신문 5천만원, 동아일보 3750만원을 배상하라"며 원고 일부 승소판결했다.[5]
- 부산고등법원 제1형사부 재판장으로 재직하던 2003년 6월 5일에 김태촌에게 뇌물을 받고 수감 생활에서 특혜를 제공하여 1심에서 징역3년 추징금 1천만원을 선고받은 전 진주교도소 소장 이모씨(58세)에 대해 "피고인이 일관되게 돈을 받은 사실을 부인하고 김태촌도 허위 자백했다고 진술을 번복했다"며 "김씨가 자신이 전달한 수표의 종류를 모르고, 뇌물을 전달한 날짜도 엇갈리게 진술하는 등 김씨 진술을 유죄의 증거로 삼을 수 없다"며 무죄를 선고했다.[6] 2004년 3월 19일에 상습적으로 초등학생을 성추행한 혐의로 기소된 이모씨(33)에 대한 성폭력특별법 위반 혐의 등에 대한 항소심 선고공판에서 징역 7년을 선고한 원심을 깨고 징역 10년을 선고했다.[7] 4월 29일에 김해시청 시장실에서 건설회사 대표 안씨한테서 김해골프장 조성공사 수주와 관련해 9000만원을 받은 혐의로 기소된 송은복 김해시장에 대해 무죄를 선고했다.[8] 8월 5일에 관급 공사 및 납품 등과 관련해 73회에 걸쳐 1억2천여만원과 17회에 걸쳐 2천800여만원의 뇌물을 현금과 차명 계좌 형태로 받아 1심에서 각각 징역 5년 추징금 8350만원과 징역 2년6월 추징금 2천850만원을 선고받은 울산시 종합건설본부 소속 공무원 노모씨(6급), 최모씨(8급)에게 각각 징역4년6월 추징금 8650만원과 징역2년6월 추징금 2850만원을 선고했다.[9] 8월 26일에 동성여객 대표 등으로부터 2500만원의 뇌물을 받아 특가법위반으로 구속된 전 부산시 교통국장 김명진에게 "피고인의 범행이 가볍다고 볼 수 없지만 과거의 잘못된 관행에서 자유롭지 못한 피고인의 나약함 때문에 빚어진 일로 적극적으로 돈을 요구하지 않은 점 등을 참작했다"며 원심을 파기하고 징역2년6월 집행유예4년 추징금 2500만원을 선고했다.[10]2005년 1월 20일에 태국 전력청에 수출했다 반품된 애자부품 12만개에 대해 재검사 실시한 후 한국전력공사와 대한민국 철도청에 납품한 사기 혐의로 기소된 경남 마산시 고려애자공업 회장에 대해 "국내에서 별도의 검수 절차를 거쳤고 납품된 애자에서 지금까지 불량신고가 전혀 없는 점과 계약 조건을 감안할 때 사기로 보기는 어렵다"며 징역 1년6월 집행유예 2년을 선고한 원심을 파기하고 무죄를 선고했다.[11]
- 서울고등법원 행정1부 재판장으로 재직하던 2009년 11월에 "콜트악기의 해고는 긴박한 경영상의 이유가 없다"고 원직 복직 판결했다.[12] 12월 16일에 전국화물연대 조합원 김모씨 등 17명이 서울지방경찰청 등 5개 지방경찰청을 상대로 낸 자동차운전면허 취소 처분 취소 청구 소송에서 1심을 깨고 원고 승소 판결했다.[13]